# یوگنی شارونوف
یوگنی شارونوف (انگلیسی: Yevgeny Sharonov؛ زادهٔ ۱۱ دسامبر ۱۹۵۸) بازیکن واترپلو اهل اتحاد جماهیر شوروی سوسیالیستی بود.
وی همچنین برندهٔ جوایزی همچون نشان دوستی شده‌است.